# Pływanie na Letnich Igrzyskach Olimpijskich 2016 – 200 m stylem zmiennym mężczyzn
200 m stylem zmiennym mężczyzn – jedna z konkurencji pływackich, które odbyły się podczas XXXI Igrzysk Olimpijskich w Rio de Janeiro. Eliminacje i półfinały miały miejsce 10 sierpnia, a finał tej konkurencji 11 sierpnia.
Minima kwalifikacyjne wyznaczone przez FINA wyniosły 2:00,28 (minimum A) i 2:04,39 (minimum B).
Tytuł mistrza olimpijskiego z Londynu obronił Amerykanin Michael Phelps.

## Terminarz
Wszystkie godziny podane są w czasie brazylijskim (UTC-03:00) oraz polskim (CEST).
| Data             | Godzina rozpoczęcia | Godzina rozpoczęcia |            |
| Data             | UTC-03:00           | CEST                |            |
| ---------------- | ------------------- | ------------------- | ---------- |
| 10 sierpnia 2016 | 14:09               | 19:09               | Eliminacje |
| 10 sierpnia 2016 | 23:29               | 4:29                | Półfinały  |
| 11 sierpnia 2016 | 23:01               | 4:01                | Finał      |

## Rekordy
Przed zawodami rekord świata i rekord olimpijski wyglądały następująco:
| Rekord            | Zawodnik       | Czas    | Miejsce  | Data             |
| ----------------- | -------------- | ------- | -------- | ---------------- |
| Rekord świata     | Ryan Lochte    | 1:54,00 | Szanghaj | 28 lipca 2011    |
| Rekord olimpijski | Michael Phelps | 1:54,23 | Pekin    | 15 sierpnia 2008 |

## Wyniki

### Eliminacje
| Miejsce | Wyścig | Tor | Zawodnik               | Państwo            | Czas      | Uwagi |
| ------- | ------ | --- | ---------------------- | ------------------ | --------- | ----- |
| 1.      | 2      | 4   | Ryan Lochte            | Stany Zjednoczone  | 1:57,38   | Q     |
| 2.      | 2      | 6   | Philip Heintz          | Niemcy             | 1:57,59   | Q,    |
| 3.      | 4      | 4   | Michael Phelps         | Stany Zjednoczone  | 1:58,41   | Q     |
| 4.      | 2      | 5   | Henrique Rodrigues     | Brazylia           | 1:58,56   | Q     |
| 5.      | 4      | 5   | Thiago Pereira         | Brazylia           | 1:58,63   | Q     |
| 6.      | 3      | 4   | Kōsuke Hagino          | Japonia            | 1:58,79   | Q     |
| 7.      | 4      | 3   | Hiromasa Fujimori      | Japonia            | 1:58,88   | Q     |
| 8.      | 3      | 5   | Wang Shun              | Chiny              | 1:58,98   | Q     |
| 9.      | 3      | 6   | Andreas Wazeos         | Grecja             | 1:59,33   | Q     |
| 10.     | 4      | 6   | Simon Sjödin           | Szwecja            | 1:59,41   | Q     |
| 11.     | 3      | 3   | Daniel Wallace         | Wielka Brytania    | 1:59,44   | Q     |
| 12.     | 2      | 1   | Alexis Santos          | Portugalia         | 1:59,67   | Q     |
| 12.     | 3      | 2   | Jérémy Desplanches     | Szwajcaria         | 1:59,67   | Q     |
| 12.     | 4      | 2   | Eduardo Solaeche Gomez | Hiszpania          | 1:59,67   | Q     |
| 15.     | 4      | 7   | Ieuan Lloyd            | Wielka Brytania    | 1:59,74   | Q     |
| 16.     | 4      | 8   | Bradlee Ashby          | Nowa Zelandia      | 1:59,77   | Q     |
| 17.     | 3      | 1   | Gal Newo               | Izrael             | 1:59,80   |       |
| 18.     | 3      | 8   | Semen Makovich         | Rosja              | 1:59,86   |       |
| 19.     | 4      | 1   | Diogo Carvalho         | Portugalia         | 2:00,17   |       |
| 20.     | 2      | 2   | Travis Mahoney         | Australia          | 2:00,18   |       |
| 21.     | 1      | 3   | Raphaël Stacchiotti    | Włochy             | 2:00,21   |       |
| 22.     | 1      | 4   | Hu Yixuan              | Chiny              | 2:00,70   |       |
| 23.     | 1      | 5   | Emmanuel Vanluchene    | Belgia             | 2:01,36   |       |
| 24.     | 1      | 6   | Uvis Kalniņš           | Łotwa              | 2:02,34   |       |
| 25.     | 2      | 8   | Mohamed Hussein        | Egipt              | 2:02,36   |       |
| 26.     | 1      | 7   | Marko Błażewski        | Macedonia Północna | 2:02,54   |       |
| 27.     | 1      | 2   | Ahmed Mathlouthi       | Tunezja            | 2:04,95   |       |
| 28. !   | 2      | 3   | Thomas Fraser-Holmes   | Australia          | 9:99,99 ! | DNS   |
| 28. !   | 2      | 7   | Federico Turrini       | Włochy             | 9:99,99 ! | DNS   |
| 28. !   | 3      | 7   | Dávid Verrasztó        | Węgry              | 9:99,99 ! | DNS   |

Legenda: DNS - nie startował

### Półfinały

#### Półfinał 1
| Miejsce | Tor | Zawodnik           | Państwo       | Czas    | Uwagi |
| ------- | --- | ------------------ | ------------- | ------- | ----- |
| 1.      | 3   | Kōsuke Hagino      | Japonia       | 1:57,38 | Q     |
| 2.      | 6   | Wang Shun          | Chiny         | 1:58,12 | Q     |
| 3.      | 4   | Philip Heintz      | Niemcy        | 1:58,85 | Q     |
| 4.      | 5   | Henrique Rodrigues | Brazylia      | 1:59,23 |       |
| 5.      | 7   | Alexis Santos      | Portugalia    | 2:00,08 |       |
| 6.      | 8   | Bradlee Ashby      | Nowa Zelandia | 2:00,45 |       |
| 7.      | 1   | Eduardo Solaeche   | Hiszpania     | 2:00,47 |       |
| 8.      | 2   | Simon Sjödin       | Szwecja       | 2:00,81 |       |

#### Półfinał 2
| Miejsce | Tor | Zawodnik           | Państwo           | Czas    | Uwagi |
| ------- | --- | ------------------ | ----------------- | ------- | ----- |
| 1.      | 5   | Michael Phelps     | Stany Zjednoczone | 1:55,78 | Q     |
| 2.      | 4   | Ryan Lochte        | Stany Zjednoczone | 1:56,28 | Q     |
| 3.      | 3   | Thiago Pereira     | Brazylia          | 1:57,11 | Q     |
| 4.      | 7   | Daniel Wallace     | Wielka Brytania   | 1:57,97 | Q     |
| 5.      | 6   | Hiromasa Fujimori  | Japonia           | 1:58,20 | Q     |
| 6.      | 8   | Ieuan Lloyd        | Wielka Brytania   | 1:59,49 |       |
| 7.      | 2   | Andreas Wazeos     | Grecja            | 1:59,54 |       |
| 8.      | 1   | Jérémy Desplanches | Szwajcaria        | 2:00,38 |       |

### Finał
| Miejsce | Tor | Zawodnik          | Państwo           | Czas    | Uwagi |
| ------- | --- | ----------------- | ----------------- | ------- | ----- |
| 1 !     | 4   | Michael Phelps    | Stany Zjednoczone | 1:54,66 |       |
| 2 !     | 6   | Kōsuke Hagino     | Japonia           | 1:56,61 |       |
| 3 !     | 7   | Wang Shun         | Chiny             | 1:57,05 |       |
| 4.      | 1   | Hiromasa Fujimori | Japonia           | 1:57,21 |       |
| 5.      | 5   | Ryan Lochte       | Stany Zjednoczone | 1:57,47 |       |
| 6.      | 8   | Philip Heintz     | Niemcy            | 1:57,48 | NR    |
| 7.      | 3   | Thiago Pereira    | Brazylia          | 1:58,02 |       |
| 8.      | 2   | Daniel Wallace    | Wielka Brytania   | 1:58,54 |       |